# Noise (film din 2024)
Noise (în coreeană 노이즈) este un film thriller de groază sud-coreean din 2024, regizat de Kim Soo-jin, la debutul său ca regizoare, și cu Lee Sun-bin, Kim Min-seok, Han Su-a, Ryu Kyung-soo, Jeon Ik-ryung și Baek Joo-hee în rolurile principale. Filmul urmărește două surori care se mută într-un apartament nou, sperând să o ia de la capăt. Dar viața lor aparent normală ia o întorsătură îngrozitoare atunci când una dintre ele dispare brusc fără urmă, lăsând în urmă un mister profund. Filmul a avut premiera pe 7 septembrie 2024, în cadrul celei de a 40 ediție a Festivalului de Film de la Toronto. Filmul a ajuns pe cinematografele din Coreea de Sud, în ziua de 25 iunie 2025.

## Rezumat
După ce își îndeplinesc în sfârșit visul de a deține o casă, surorile Joo-young și Joo-hee încep să sufere de un zgomot misterios și neidentificabil provenit de undeva din apartamentul lor.
Într-o zi, Joo-young pierde legătura cu Joo-hee. Cuprinsă de anxietate, se întoarce în grabă de la locul de muncă de la o fabrică din mediul rural și începe să-și caute sora dispărută cu ajutorul iubitului lui Joo-hee, Ki-hoon.
Între timp, un bărbat care locuiește în apartamentul de la parter, și el chinuit de zgomotul ciudat, devine convins că surorile de la etaj sunt sursa și începe să le amenințe cu moartea.

## Distribuție
- Lee Sun-bin în rolul lui Joo-young[4]
- Kim Min-seok în rolul lui Ki-hoon
- Han Su-a în rolul lui Joo-hee
- Ryu Kyung-soo în rolul lui Joong-sim
- Jeon Ik-ryung ca Jeong-in[5]
- Baek Joo-hee în funcția de președintă a Asociației Femeilor

## Producție
Filmările pentru acest film au început din octombrie 2023 și s-au terminat în luna februarie a anului 2024.

## Lansare
Filmul Noise a avut premiera la Festivalul Internațional de Film de la Toronto din 2024, pe 7 septembrie 2024, în secțiunea Industry Selects. Ulterior, a fost proiectat la cea de-a 57-a ediție a Festivalului de Film de la Sitges, în secțiunea Panorama, pe 11 octombrie 2024. Pe 24 martie 2025, a fost prezentat la cea de-a 23-a ediție a Festivalului de Film Coreean de la Florența, Italia. A fost lansat în cinematografele din Coreea de Sud pe 25 iunie 2025.
Filmul a fost, de asemenea, selectat pentru a concura în cadrul competiției „New Flesh Competition” pentru premiul pentru cel mai bun debut cinematografic la cea de-a 29-a ediție a Festivalului Internațional de Film Fantasia, unde a fost proiectat pe 17 iulie 2025 pentru premiera sa nord-americană. În ianuarie 2024, Finecut a achiziționat drepturile de vânzare internațională ale filmului.
Filmul a fost lansat secvențial în țările asiatice, Indonezia pe 27 iunie, Filipine pe 2 iulie și Mongolia pe 4 iulie. De asemenea, filmul este disponibil în Thailanda (17 iulie), Vietnam (18 iulie). Va urma să se lanseze în Cambodgia pe 11 august.

## Recepție critică
Noise a primit recenzii în general pozitive, criticii subliniind amestecul eficient de horror și comentarii sociale, în ciuda unor deficiențe ale scenariului. La 28 iulie 2025, se situa pe locul cinci printre filmele coreene lansate în 2025.
Panos Kotzathanasis a criticat scenariul în Asian Movie Pulse, considerând că „scenariul are o calitate ușor inferioară”, dar a lăudat interpretarea lui Lee Sun-bin, scriind că „Lee Sun-bin este convingător în rolul lui Joo-young”, iar despre Ryu Kyung-soo, Kotzathanasis a scris că „iese în evidență ca vecinul amenințător, prezența sa stranie lăsând o impresie de durată”. Per total, Kotzathanasis a considerat filmul „ca un film horror captivant, care oferă suficiente comentarii sociale pentru a atrage un public mai larg dincolo de pasionații genului”.

### Box office
Filmul a fost lansat pe 25 iunie 2025 pe 944 de ecrane. A avut premiera pe primul loc în box office-ul sud-coreean, cu 28.167 de intrări. A depășit 500.000 de telespectatori în a 11-a zi de la lansare. În al doilea weekend de lansare, filmul a înregistrat o audiență de 326.270 de telespectatori, o creștere semnificativă față de cei 147.849 de telespectatori înregistrați în weekendul de deschidere la box office-ul coreean. Pe 12 iulie, filmul a depășit 1 milion de telespectatori, acumulând 1.006.430 de telespectatori cumulativi în a 18-a zi de la lansare și atingând pragul de rentabilitate. În a 27-a zi de la lansare, pe 21 iulie, a depășit 1,5 milioane de telespectatori cumulativi.
La data de 6 august 2025, filmul a încasat 12.043.943 USD (dolari americani) din 1.700.798 de spectatori.

## Premii și nominalizări
| Year                                          | Award                                     | Category                                               | Recipient(s) | Result       | Ref           |
| --------------------------------------------- | ----------------------------------------- | ------------------------------------------------------ | ------------ | ------------ | ------------- |
| A 29-a ediție a Festivalului de Film Fantasia | Festivalul Internațional de Film Fantasia | Competiția New Flesh pentru cel mai bun debut artistic | Ko Seung-hyo | Nominalizare | [ 25 ] [ 26 ] |